# Oxira intermixta
Oxira intermixta är en fjärilsart som beskrevs av Achille Guenée 1852. Oxira intermixta ingår i släktet Oxira och familjen nattflyn. Inga underarter finns listade i Catalogue of Life.